# Robin Andersson (ishockeyspelare)
Robin Andersson, född 12 maj 1987 i Södertälje, är en svensk före detta professionell ishockeyspelare. Hans moderklubb är Södertälje SK.